# Nicolas Prattes
Nicolas Prattes Bittencourt Pires (Rio de Janeiro, 4 de maio de 1997) é um ator e cantor brasileiro.

## Biografia
É filho da atriz Giselle Prattes (que foi Garota do Zodíaco de Libra, uma das dezessete Garotas do Zodíaco do Planeta Xuxa) e de Felipe Pires. Chegou a cursar faculdade de administração de empresas, mas decidiu trancar para se dedicar à sua carreira de ator. Praticante de esportes desde a infância, como natação, jiu-jitsu, surfe e boxe, em 2014 tornou-se atleta, quando passou a disputar corridas de rua no Rio de Janeiro, colecionando títulos como o de 3.º lugar em corrida de 10km (com um pace mediano, de 3m45s por quilômetro) e também em uma importante prova de triatlo, que mistura natação, ciclismo e corrida.

## Carreira

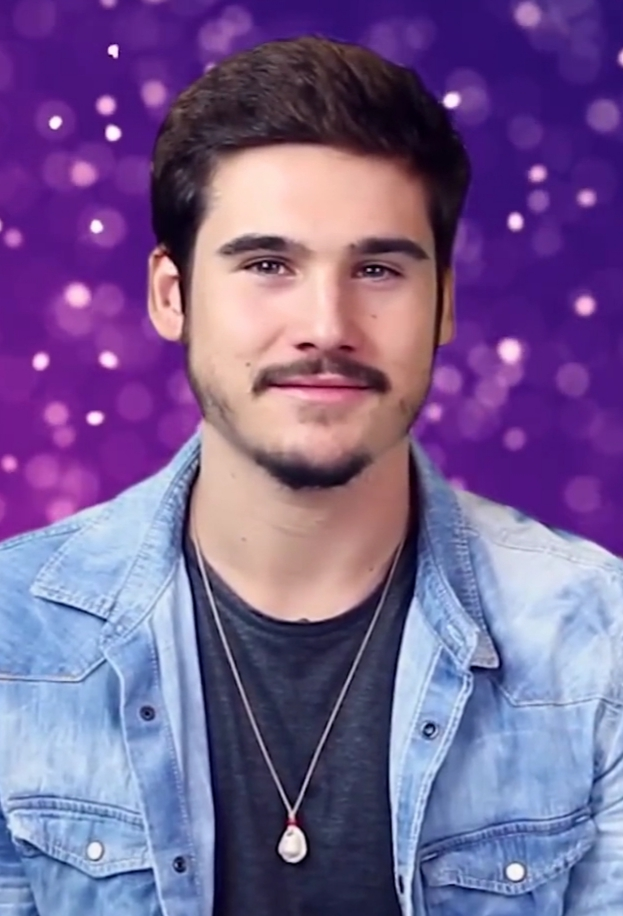
Prattes em 2018.

Estreou na televisão em 2000, aos dois anos, na telenovela Terra Nostra, interpretando Francesquinho, filho perdido dos protagonistas numa participação no último capítulo da novela. Depois, aos quinze, surgiu um convite para a peça Rei Leão II - O Ciclo da Vida Continua, na qual atuou com Giulia Costa. Fez um ano de teatro tablado e depois foi para Los Angeles fazer um curso de cinema e TV de dois meses na New York Film Academy. De volta ao Brasil, integrou o elenco do musical teen Meninos e Meninas de 2014 e o espetáculo Os Saltimbancos Trapalhões em 2015, ao lado de Lívian Aragão.
No mesmo ano, após realizar alguns testes para TV, estreou na televisão como o protagonista Rodrigo da vigésima terceira temporada de Malhação. Em 2016, integrou no elenco da novela das sete Rock Story interpretando Zacarias Silveira, vocalista da boyband 4.4. Em 2017, gravou seu primeiro filme, o suspense O Segredo de Davi, interpretando o protagonista Davi, um tímido estudante de cinema que é um serial killer. Em 2018, protagonizou o jovem empresário Samuel Tercena na novela das sete O Tempo Não Para. Em 2019, interpretou Tom no curta-metragem Flush. Em 2019, viveu o rebelde Alfredo no remake da novela Éramos Seis. Em outubro de 2021, participou da primeira temporada do programa The Masked Singer Brasil, ele ficou em segundo lugar como Monstro. Em 2022, o ator gravou Rio Connection, como Giovanni Nicola. No mesmo ano, viveu o vingativo e sofredor Diego da Silva em Todas as Flores. Em dezembro de 2022, Nicolas Prattes estreou o filme Pronto, Falei, como Renato Schneider ao lado de Kéfera Buchmann, Rômulo Arantes e Duda Santos. Em 2023, viveu o advogado Miguel de Braga e Silva, na novela Fuzuê. Um ano depois, estreou no horário nobre da Globo co-protagonizando Rudá em Mania de Você.

## Vida pessoal
Entre 2013 e 2015 namorou a atriz Lívian Aragão. Entre 2018 e 2019 namorou a atriz Juliana Paiva, com quem contracenava em O Tempo Não Para. Em dezembro de 2019 assumiu namoro com a engenheira Bruna Blaschek. Entre agosto de 2022 e novembro de 2023, namorou a dentista Luiza Caldi.
Em fevereiro de 2024, começou a namorar com a apresentadora Sabrina Sato. Noivaram em setembro do mesmo ano e no dia 15 de outubro de 2024, a assessoria de Sabrina anunciou à imprensa que ela e Nicolas estavam à espera do primeiro filho juntos.

## Filmografia

### Televisão
| Ano       | Título                       | Personagem                                    | Nota         |
| --------- | ---------------------------- | --------------------------------------------- | ------------ |
| 2000      | Terra Nostra                 | Francesco Splendore Batistela (Francesquinho) |              |
| 2015–2016 | Malhação: Seu Lugar no Mundo | Rodrigo Alcântara                             | Temporada 23 |
| 2015      | Malhação: Os Desatinados     | Rodrigo Alcântara                             | Web-série    |
| 2016–2017 | Rock Story                   | Zacarias Silveira Santiago (Zac)              |              |
| 2017      | Dança dos Famosos            | Participante (3º lugar)                       | Temporada 14 |
| 2018–2019 | O Tempo Não Para             | Samuel Tercena de Faria (Samuca)              |              |
| 2019–2020 | Éramos Seis                  | Alfredo Abílio de Lemos                       |              |
| 2021      | The Masked Singer Brasil     | Monstro (2º lugar)                            | Temporada 1  |
| 2022–2023 | Todas as Flores              | Diego da Silva / Edu                          |              |
| 2023–2024 | Vicky e a Musa               | Davi Cardine Santos                           |              |
| 2023–2024 | Fuzuê                        | Miguel de Braga e Silva                       |              |
| 2023      | Rio Connection               | Giovanni Nicola (Gio)                         |              |
| 2024–2025 | Mania de Você                | Rudá Bocaiúva / Leon Martinho                 |              |

### Cinema
| Ano  | Título             | Personagem | Nota           |
| ---- | ------------------ | ---------- | -------------- |
| 2018 | O Segredo de Davi  | Davi       |                |
| 2020 | Flush              | Tom        | Curta-metragem |
| 2022 | Pronto, Falei      | Renato     |                |
| 2025 | O Advogado de Deus | Daniel     |                |

## Teatro
| Ano  | Peça                                    | Personagem |
| ---- | --------------------------------------- | ---------- |
| 2011 | O Rei Leão 2 - O Ciclo da Vida Continua | [ 44 ]     |
| 2014 | Meninos e Meninas                       | Menino     |
| 2015 | Os Saltimbancos Trapalhões: O Musical   | Pedro      |
| 2017 | Beatles num Céu de Diamantes            | Cantor     |

## Discografia
| Título                                         | Ano  |
| ---------------------------------------------- | ---- |
| "Vambora" (Gesualdi part. Nicolas Prattes)     | 2018 |
| "Sem Pressão" (Gesualdi part. Nicolas Prattes) | 2018 |

## Prêmios e indicações
| Ano  | Prêmio                              | Categoria                                 | Indicação                    | Resultado |
| ---- | ----------------------------------- | ----------------------------------------- | ---------------------------- | --------- |
| 2016 | Prêmio Jovem Brasileiro             | Melhor Ator Jovem                         | Malhação: Seu Lugar no Mundo | Indicado  |
| 2016 | Prêmio Extra de Televisão           | Revelação Masculina                       | Malhação: Seu Lugar no Mundo | Indicado  |
| 2016 | Prêmio Febre Teen                   | Melhor Ator Nacional                      | Malhação: Seu Lugar no Mundo | Venceu    |
| 2016 | Prêmio Febre Teen                   | O Mais Gato                               | Nicolas Prattes              | Indicado  |
| 2016 | Prêmio Febre Teen                   | Melhor Tanquinho                          | Nicolas Prattes              | Indicado  |
| 2016 | Meus Prêmios Nick                   | Gato Trendy                               | Nicolas Prattes              | Indicado  |
| 2016 | Prêmio Gshow                        | Fandom do Ano                             | Nicolas Prattes              | Indicado  |
| 2017 | Meus Prêmios Nick                   | Artista de TV Favorito                    | Rock Story                   | Indicado  |
| 2018 | Los Angeles Brazilian Film Festival | Melhor Ator                               | O Segredo de Davi            | Venceu    |
| 2018 | Prêmio Gshow                        | Crush do Ano                              | O Tempo Não Para             | Venceu    |
| 2018 | Prêmio Gshow                        | Shipp do Ano (com Juliana Paiva)          | O Tempo Não Para             | Indicado  |
| 2018 | Prêmio The Brazilian Critic         | Melhor Ator em Telenovela                 | O Tempo Não Para             | Indicado  |
| 2018 | Prêmio Break Tudo                   | Melhor Ator                               | O Tempo Não Para             | Indicado  |
| 2019 | Troféu Internet                     | Melhor Ator                               | O Tempo Não Para             | Venceu    |
| 2019 | Troféu Imprensa                     | Melhor Ator                               | O Tempo Não Para             | Indicado  |
| 2019 | Prêmio Jovem Brasileiro             | Melhor Ator                               | O Tempo Não Para             | Indicado  |
| 2019 | Festival Sesc Melhores Filmes       | Melhor Ator                               | O Segredo de Davi            | Venceu    |
| 2020 | Prêmio Jovem Brasileiro             | Melhor Ator                               | Éramos Seis                  | Indicado  |
| 2020 | Prêmio Break Tudo                   | Melhor Ator                               | Éramos Seis                  | Indicado  |
| 2020 | Indie Short Film Festival           | Melhor Dupla de Atuação (com João Côrtes) | Flush                        | Venceu    |
| 2020 | Montreal Independent Film Festival  | Melhor Ator                               | Flush                        | Venceu    |
| 2020 | Roma Short Film Festival            | Melhor Ator                               | Flush                        | Venceu    |
| 2022 | Prêmio Jovem Brasileiro             | Melhor Ator                               | Nicolas Prattes              | Indicado  |
| 2023 | Festival Sesc Melhores Filmes       | Melhor Ator Nacional                      | Pronto, Falei                | Indicado  |
| 2023 | Prêmio iBest                        | Influenciador Protagonista                | Todas as Flores              | Indicado  |
| 2023 | SEC Awards                          | Melhor Ator em Série Nacional             | Todas as Flores              | Venceu    |
| 2023 | BreakTudo Awards                    | Melhor Ator Nacional                      | Todas as Flores              | Venceu    |
| 2023 | Prêmio Jovem Brasileiro             | Melhor Ator                               | Todas as Flores              | Indicado  |
| 2023 | Troféu AIB de Imprensa              | Melhor Ator                               | Todas as Flores              | Indicado  |
| 2023 | Acervo Awards                       | Ator do Ano                               | Todas as Flores              | Indicado  |
| 2023 | Melhores do Ano NaTelinha           | Melhor Ator                               | Todas as Flores              | Venceu    |
| 2023 | Prêmio ArteBlitz de Novela          | Melhor Ator Coadjuvante (voto do júri)    | Todas as Flores              | Venceu    |
| 2023 | Melhores do Ano                     | Ator Coadjuvante                          | Todas as Flores              | Venceu    |
| 2023 | Melhores do Ano - Duh Secco         | Ator                                      | Fuzuê                        | Indicado  |
| 2024 | SEC Awards                          | Melhor Ator em Novela                     | Fuzuê                        | Indicado  |
| 2024 | BreakTudo Awards                    | Melhor Ator Nacional                      | Fuzuê                        | Indicado  |
| 2024 | Prêmio F5                           | Melhor Casal                              | Nicolas e Sabrina Sato       | Indicado  |
| 2024 | Splash Awards                       | Melhor Casal                              | Nicolas e Sabrina Sato       | Indicado  |
| 2025 | Troféu Internet                     | Melhor Ator                               | Mania de Você                | Indicado  |